# Philippe Lecouls
Pour le joueur français de rugby à XV, voir Benoît Lecouls.
Philippe Lecouls est un ancien volleyeur français, né le 30 novembre 1962 à Avignon (Vaucluse), il évoluait au poste de passeur.
Il est appelé en équipe de France junior en 1979, et joue alors en 1re année junior pour son club formateur, l'Avignon Volley-Ball, le club joue pour la première fois de son histoire en Nationale 1A, et son entraineur, Jacques Martinez, fait appel à lui pour évoluer sous les couleurs de l'équipe professionnelle, il n'a pas 17 ans et est cette saison le plus jeune joueur à évoluer dans l'élite.
L'AVB se voit relégué en fin de saison, est Philippe Lecouls est recruté par le Montpellier UC, avec lequel il disputera notamment une 1/2 finale de coupe d'europe.
En 1986, il quitte Montpellier pour le Nice Volley-Ball, ou il devient entraineur-joueur sans aucun résultat, puis il occupe le même poste la saison suivante à Mulhouse, avant de revenir dans son club de toujours, l'Avignon Volley-Ball, avec lequel il retrouve la Nationale 1A en 1994.
Il est nommé entraineur principal de l'équipe pro en 1996, et qualifie le club pour la finale de la coupe de France 1997.
Il arrête définitivement sa carrière d'entraineur professionnel en 2000 sur un second titre de champion de France de proB et une montée en Pro A.
Il reste l'un des personnages emblématiques du club d'Avignon.

## Palmarès
- Coupe de France
  - Finaliste : 1997